# رئيس وزراء جزر سليمان
رئيس وزراء جزر سليمان هو رئيس حكومة جزر سليمان، ويكون زعيم الحزب أو الائتلاف الذي لديه الأغلبية في البرلمان الوطني. رئيس الوزراء الحالي هو ماناسيه سوغافارا.
جزر سليمان هي إحدى دول عالم الكومنولث. يمثل ملك جزر سليمان في البلاد الحاكم العام لجزر سليمان، الذي يرشحه البرلمان.

## قائمة رؤساء جزر سليمان
| No. | الصورة | الاسم (الميلاد–الوفاة)                | فترة الحكم     | فترة الحكم     | فترة الحكم        | الانتخابات | الحزب                                                      |
| No. | الصورة | الاسم (الميلاد–الوفاة)                | استلم المنصب   | ترك المنصب     | مدة الحكم         | الانتخابات | الحزب                                                      |
| --- | ------ | ------------------------------------- | -------------- | -------------- | ----------------- | ---------- | ---------------------------------------------------------- |
| 1   |        | السير بيتر كينيلوريا (1943–2016)      | 7 يوليو 1978   | 31 أغسطس 1981  | 3 سنوات و55 أيام  | 1980       | حزب جزر سليمان المتحدة                                     |
| 2   |        | سليمان مامالوني (1943–2000)           | 31 أغسطس 1981  | 19 نوفمبر 1984 | 3 سنوات و80 أيام  | —          | حزب تحالف الشعب                                            |
| (1) |        | السير بيتر كينيلوريا (1943–2016)      | 19 نوفمبر 1984 | 1 ديسمبر 1986  | 2 سنوات و12 أيام  | 1984       | حزب جزر سليمان المتحدة                                     |
| 3   |        | حزقيال ألبوا (1947–2022)              | 1 ديسمبر 1986  | 28 مارس 1989   | 2 سنوات و117 أيام | —          | حزب جزر سليمان المتحدة                                     |
| (2) |        | سليمان مامالوني (1943–2000)           | 28 مارس 1989   | 18 يونيو 1993  | 4 سنوات و82 أيام  | 1989       | حزب تحالف الشعب/ مجموعة الوحدة الوطنية والمصالحة           |
| 4   |        | السير فرانسيس بيلي هيلي (مواليد 1948) | 18 يونيو 1993  | 7 نوفمبر 1994  | 1 سنة و142 أيام   | 1993       | مستقل/ شراكة الائتلاف الوطني                               |
| (2) |        | سليمان مامالوني (1943–2000)           | 7 نوفمبر 1994  | 27 أغسطس 1997  | 2 سنوات و293 أيام | —          | مجموعة الوحدة الوطنية والمصالحة                            |
| 5   |        | بارثولوميو أولوفالو (1950–2007)       | 27 أغسطس 1997  | 30 يونيو 2000  | 2 سنوات و308 أيام | 1997       | حزب جزر سليمان الليبرالي - تحالف جزر سليمان من أجل التغيير |
| 6   |        | ماناسيه سوغافارا (مواليد 1955)        | 30 يونيو 2000  | 17 ديسمبر 2001 | 1 سنة و170 أيام   | —          | حزب الشعب التقدمي                                          |
| 7   |        | آلان كيماكيزا (مواليد 1950)           | 17 ديسمبر 2001 | 20 أبريل 2006  | 4 سنوات و124 أيام | 2001       | حزب تحالف الشعب                                            |
| 8   |        | سنايدر ريني (مواليد 1948)             | 20 أبريل 2006  | 4 مايو 2006    | 14 أيام           | 2006       | رابطة الأعضاء المستقلين                                    |
| (6) |        | ماناسيه سوغافارا (مواليد 1955)        | 4 مايو 2006    | 20 ديسمبر 2007 | 1 سنة و230 أيام   | —          | حزب جزر سليمان الائتمان الاجتماعي                          |
| 9   |        | ديريك سيكوا (مواليد 1959)             | 20 ديسمبر 2007 | 25 أغسطس 2010  | 2 سنوات و248 أيام | —          | حزب جزر سليمان الليبرالي                                   |
| 10  |        | داني فيليب (مواليد 1953)              | 25 أغسطس 2010  | 16 نوفمبر 2011 | 1 سنة و83 أيام    | 2010       | الحزب الديمقراطي الإصلاحي                                  |
| 11  |        | جوردون دارسي ليلو (مواليد 1965)       | 16 نوفمبر 2011 | 9 ديسمبر 2014  | 3 سنوات و23 أيام  | —          | الائتلاف الوطني للإصلاح والتقدم                            |
| (6) |        | ماناسيه سوغافارا (مواليد 1955)        | 9 ديسمبر 2014  | 15 نوفمبر 2017 | 2 سنوات و341 أيام | 2014       | مستقل                                                      |
| 12  |        | ريك هوينبويلا (مواليد 1958)           | 15 نوفمبر 2017 | 24 أبريل 2019  | 1 سنة و160 أيام   | —          | حزب التحالف الديمقراطي                                     |
| (6) |        | ماناسيه سوغافارا (مواليد 1955)        | 24 أبريل 2019  | 2 مايو 2024    | 5 سنوات و8 أيام   | 2019       | حزب الملكية والوحدة والمسؤولية                             |
| 13  |        | جيريميا مانيلي (مواليد 1968)          | 2 مايو 2024    | في المنصب      | 324 أيام          | 2024       | حزب الملكية والوحدة والمسؤولية                             |